# Peripsychoda globalaris
Peripsychoda globalaris és una espècie d'insecte dípter pertanyent a la família dels psicòdids.

## Descripció
- Mascle: ulls separats per aproximadament una faceta de diàmetre; sutura interocular en forma de "U" invertida i interrompuda en el centre; vèrtex de 2,5 vegades l'amplada del pont ocular; occipuci amb una protuberància petita i cònica; front amb una àrea pilosa rectangular; antenes d'1,22 mm de longitud i amb l'escap tres vegades la mida del pedicel; tòrax amb un patagi binodal; ales de 2,20 mm de llargada i d'1,27 mm d'amplada, clapades de marró, amb la zona costal no engrandida, R1 amb un punt pàl·lid a prop de la base, vena subcostal acabant lliure, vena cubital feblement unida a M4 i sense engrandir-se a prop de l'àpex (el qual es troba entre R4 i R5).
- La femella no ha estat encara descrita.[2]

## Distribució geogràfica
És un endemisme de Nova Guinea.